# Чикер, Дамьян
Дамьян Чикер (пол. Damian Czykier; род. 10 августа 1992, Белосток) — польский легкоатлет, специалист по барьерному бегу. Выступает на профессиональном уровне с 2009 года, обладатель бронзовой медали Всемирной Универсиады, призёр ряда крупных международных стартов, многократный чемпион Польши, действующий рекордсмен страны в беге на 110 метров с барьерами, участник двух летних Олимпийских игр.

## Биография
Дамьян Чикер родился 10 августа 1992 года в Варшаве, Польша. Занимался лёгкой атлетикой в Белостоке, проходил подготовку в местном клубе KS Podlasie Białystok.
С 2009 года активно выступал на различных легкоатлетических стартах национального уровня.
Впервые заявил о себе на международной арене в сезоне 2014 года, когда вошёл в состав польской сборной и выступил на Мемориале братьев Знаменских в Жуковском, где в зачёте бега на 110 метров с барьерами стал вторым.
В 2015 году бежал 60 метров с барьерами на чемпионате Европы в помещении в Праге. Будучи студентом, представлял Польшу на Всемирной Универсиаде в Кванджу — в 110-метровом беге занял итоговое четвёртое место.
В 2016 году стал четвёртым на чемпионате Европы в Амстердаме. Благодаря череде успешных выступлений удостоился права защищать честь страны на летних Олимпийских играх в Рио-де-Жанейро — в программе барьерного бега на 110 метров дошёл до стадии полуфиналов.
В 2017 году стартовал на чемпионате Европы в помещении в Белграде и на чемпионате мира в Лондоне. На Всемирной Универсиаде в Тайбэе в беге на 110 метров с барьерами завоевал бронзовую награду.
В 2018 году дошёл до полуфинала на чемпионате мира в помещении в Бирмингеме, был четвёртым на чемпионате Европы в Берлине.
В 2019 году на чемпионате Европы в помещении в Глазго дошёл до полуфинала в беге на 60 метров с барьерами и занял четвёртое место в эстафете 4 × 400 метров. Был заявлен на чемпионат мира в Дохе, однако в итоге на старт здесь не вышел.
В 2021 году стал шестым на домашнем чемпионате Европы в помещении в Торуне. Занимая высокие позиции в мировом рейтинге, благополучно прошёл отбор на Олимпийские игры в Токио — здесь в барьерном беге на 110 метров вновь остановился на стадии полуфиналов.
В 2022 году дошёл до полуфинала на чемпионате мира в помещении в Белграде, стал четвёртым на чемпионате мира в Орегоне, остановился в полуфинале на чемпионате Европы в Мюнхене. На чемпионате Польши в Сувалках установил ныне действующий рекорд страны в беге на 110 метров с барьерами — 13,25.
В 2023 году среди прочего стартовал на чемпионате Европы в помещении в Стамбуле и на чемпионате мира в Будапеште.